# 1991-es magyar asztalitenisz-bajnokság
Az 1991-es magyar asztalitenisz-bajnokság a hetvennegyedik magyar bajnokság volt. A bajnokságot március 9. és 10. között rendezték meg Budapesten, a Statisztika Marczibányi téri csarnokában.

## Eredmények
| Versenyszám  | Arany                                                                              | Arany | Ezüst                                        | Ezüst | Bronz | Bronz |
| ------------ | ---------------------------------------------------------------------------------- | ----- | -------------------------------------------- | ----- | --- | ----- |
| Férfi egyéni | Németh Károly Postás SE                                                            |       | Bátorfi Zoltán Postás SE                     |       | Gárdos Krisztián BVSCVitsek Iván BVSC |       |
| Női egyéni   | Wirth Gabriella Statisztika Petőfi SC                                              |       | Nagy Krisztina Statisztika Petőfi SC         |       | Wirth Veronika Statisztika Petőfi SCÉllő Vivien Statisztika Petőfi SC                                                                           |       |
| Férfi páros  | Somosi Miklós, Turbók Attila BVSC                                                  |       | Vitsek Iván, Simon Ferenc BVSC, Postás SE    |       | Hanicz Sándor, Kalmár Tamás Győri ElektromosNémeth Károly, Varga Sándor Postás SE, Kiskunfélegyházi Lenin TSZ SK                                |       |
| Női páros    | Wirth Veronika, Nagy Krisztina Statisztika Petőfi SC                               |       | Káhn Szilvia, Braun Éva BSE                  |       | Bátorfi Csilla, Wirth Gabriella BSE, Statisztika Petőfi SCÉllő Vivien, Tóth Krisztina Statisztika Petőfi SC                                     |       |
| Vegyes páros | Varga Sándor, Wirth Gabriella Kiskunfélegyházi Lenin TSZ SK, Statisztika Petőfi SC |       | Németh Károly, Bátorfi Csilla Postás SE, BSE |       | Szosznyák Attila, Karádi Krisztina Kiskunfélegyházi Lenin TSZ SK, Fővárosi Vízművek SKSomosi Miklós, Wirth Veronika BVSC, Statisztika Petőfi SC |       |